# Michael Kaingu
Michael Liwanga Kaingu (* 2. Februar 1952) ist ein sambischer Politiker und zudem bis zu ihrer Zerstörung durch einen Brand im Oktober 2015 leitender Manager der Kozo-Lodge bei Choma.
Bei den Wahlen in Sambia 2006 errang Michael Kaingu das Mandat des Wahlkreises Mwandi zwischen Livingston (120 Kilometer) und Sesheke in der Nationalversammlung – ist aber offiziell nicht als solcher ausgewiesen.
Michael Kaingu wurde im Oktober 2006 zum stellvertretenden Minister für Tourismus, Umwelt und Naturschutz ernannt, wobei seine Kernzuständigkeit im Tourismus liegt.
Im Februar 2015 wurde Kaingu Minister für Bildung, Spracherziehung und Frühbildung (Minister of Education, Vocational Training and Early Education). Seit Oktober 2015 ist er Minister für höhere Bildung in Sambia.